# Karnaprayag
Karnaprayag es un pueblo y nagar Panchayat situado en el distrito de Chamoli,  en el estado de Uttarakhand (India). Su población es de 8297 habitantes (2011). Se encuentra en la confluencia de los ríos Alaknanda y Pindar.

## Demografía
Según el censo de 2011 la población de Karnaprayag era de 8297 habitantes, de los cuales 4555 eran hombres y 3742 eran mujeres. Karnaprayag tiene una tasa media de alfabetización del 91,78%, superior a la media estatal del 78,82%: la alfabetización masculina es del 94,63%, y la alfabetización femenina del 88,35%.